# Cát cánh
Cát cánh hay kết cánh (danh pháp hai phần: Platycodon grandiflorum hay Platycodon grandiflorus, đồng nghĩa: P. autumnale, P. chinense, P.sinensis, trong tiếng Hy Lạp cổ πλατύς "rộng" và κώδων "chuông") là một loài cây thân thảo có hoa lâu năm thuộc Họ Hoa chuông, và thành viên duy nhất của chi cát cánh.
Loài này có nguồn gốc từ Đông Á (Trung Quốc, Hàn Quốc, Nhật Bản và Viễn Đông Nga, Đông Siberi) với các hoa lớn màu xanh lam, mặc dù các thứ (biến chủng) có hoa màu trắng hay hồng cũng được trồng.. Thường được gọi là hoa bong bóng' (chỉ những nụ hoa có hình quả bóng), hoa chuông Trung Quốc hay platycodon.

## Mô tả
Cây lớn cao 60 cm (24 in) đến khoảng 30 cm (12 in) chiều rộng, là một loại cây thân thảo lâu năm với lá màu xanh đậm và hoa màu xanh vào cuối mùa hè. Một đặc điểm đáng chú ý của cây là nụ hoa, phình ra như một quả bóng trước khi nở bung hoàn toàn. Năm cánh hoa được hợp nhất với nhau thành hình chuông ở gốc, giống như họ hàng của nó là các cây thuộc Họ Hoa chuông.

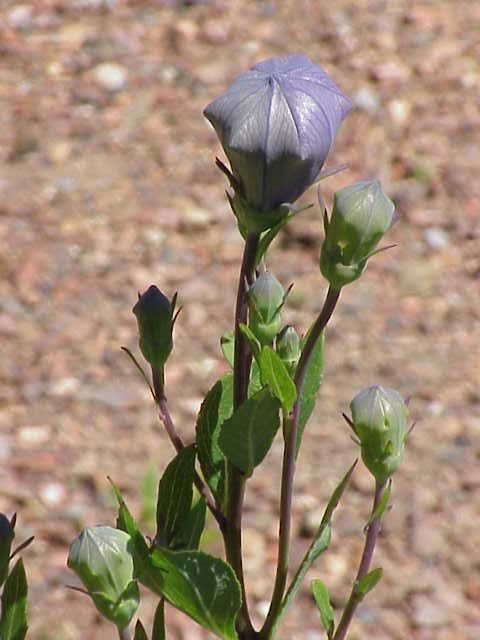
Nụ hoa lớn phình to giống quả bóng
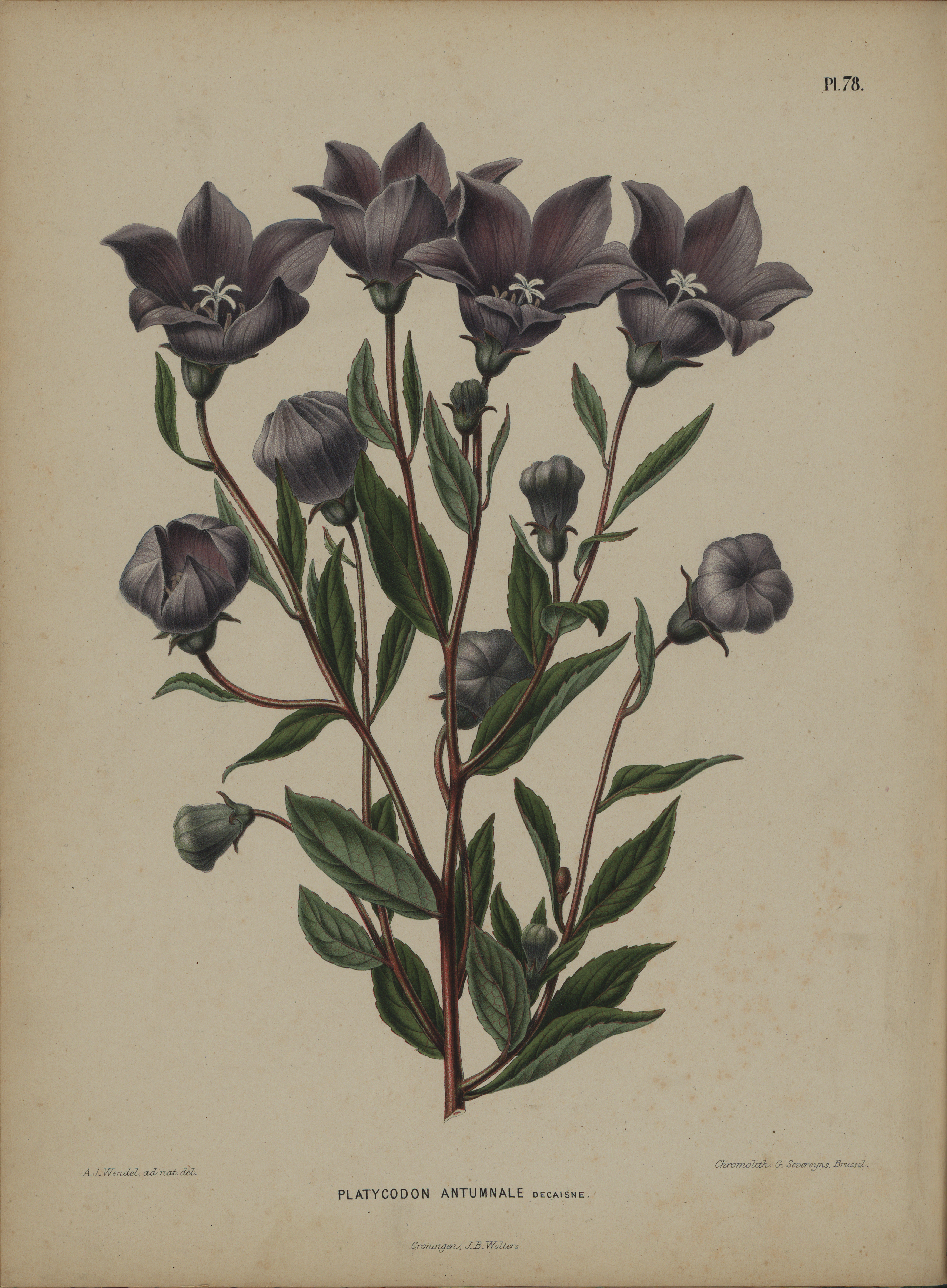
Tranh vẽ loài Platycodon grandiflorus của Abraham Jacobus Wendel, 1868

## Sinh thái học
Đây là một loại cây lâu năm thường được trồng ở vùng núi và cánh đồng. Nó cao 40 đến 100 cm và có rễ dày, và nhựa trắng chảy ra khi thân cây bị cắt. Lá dài từ 5 đến 12 cm, có đầu lá hẹp và viền hình răng cưa ở mép lá.
Hoa nở màu tím hoặc trắng vào tháng 7-8, với một hoặc một số ở cuối thân chính chạy lên. Tràng hoa có hình dạng của một chiếc chuông mở, với phần cuối đài hoa được chia thành 5 nhánh và có 5 nhị hoa và 1 nhụy hoa. Quả có hình dạng quả nang hình trứng và chín với một mảnh đài hoa. Cây chủ yếu trồng trên khắp Nhật Bản, Trung Quốc và phía đông Siberia, bao gồm Bán đảo Triều Tiên.

## Canh tác

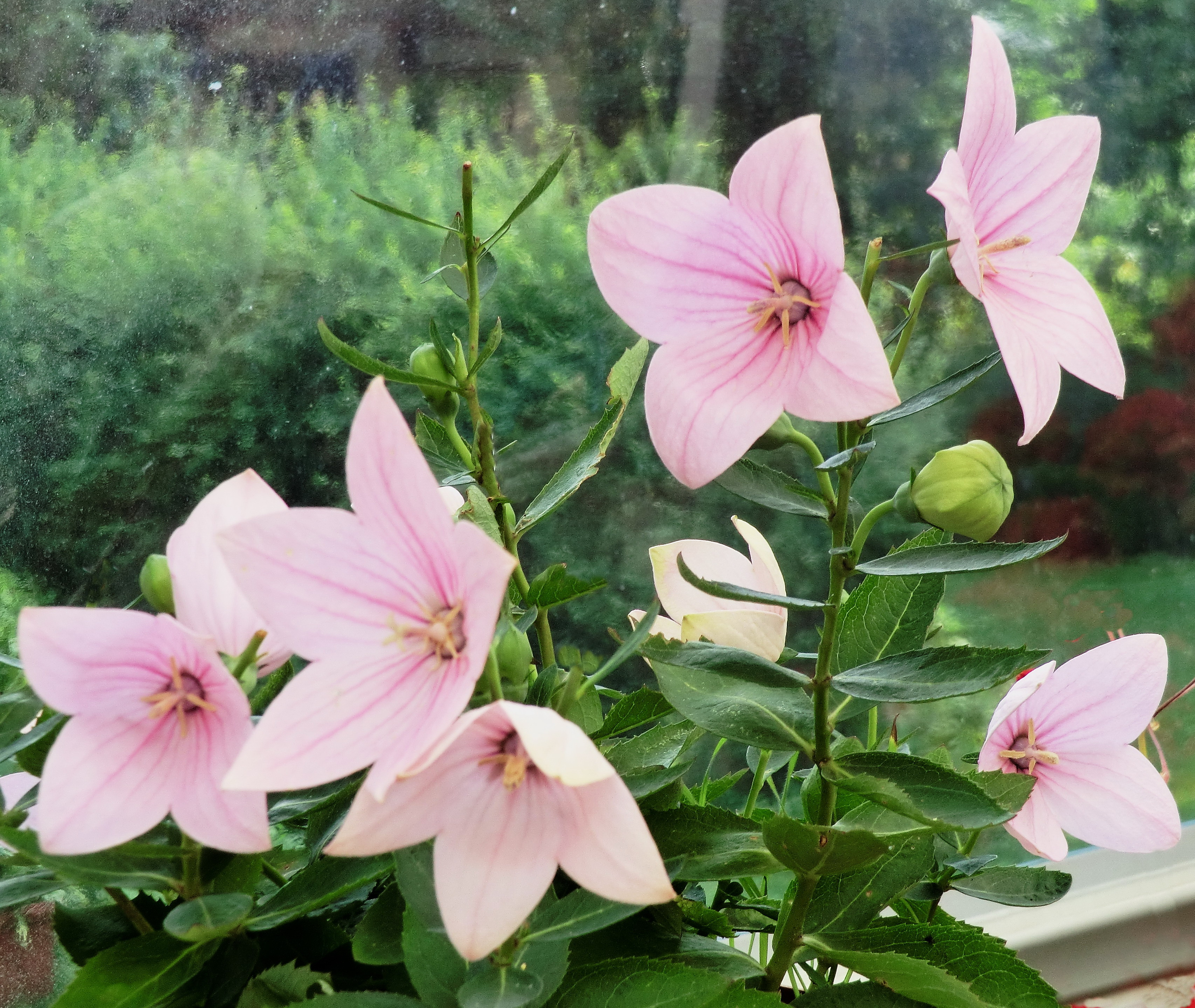
Hình dạng hoa màu hồng

Cây có khả năng chống chịu tới −15 °C (5 °F), và do đó có thể được trồng ở tất cả các vùng ôn đới. Cây hoàn toàn yếu dần trong mùa đông, rồi xuất hiện trở lại vào cuối mùa xuân và ra hoa vào mùa hè. Tuy nhiên, cây có sẵn rộng rãi từ các vườn ươm với đầy đủ hoa từ tháng 4 trở đi.
Mặc dù loài này có hoa màu xanh lam, nhưng có những giống có hoa màu trắng, hồng và tím.
Ở Hàn Quốc, giống hoa màu trắng phổ biến hơn.
Loài cây này cùng với giống cây nhóm 'Apoyama' và 'Mariesii' của nó đã nhận giải thưởng Garden Merit của Hội Làm vườn hoàng gia.

## Công dụng

### Ẩm thực

#### Hàn Quốc
Trong ẩm thực Hàn Quốc, loài cây này cũng như phần gốc của nó được gọi là doraji (도라지). Rễ tươi hoặc khô, là một trong những loại rau namul phổ biến nhất. Nó cũng là một trong những thành phần thường sử dụng nhất trong món bibimbap. Đôi khi, gạo được nấu với rễ hoa chuông để làm doraji-bap. Việc sơ chế rễ luôn bao gồm ngâm và rửa (thường chà xát với muối biển thô Hàn Quốc và rửa lại nhiều lần), loại bỏ vị đắng. Các khu vực sản xuất chính là Hàn Quốc, Bắc Triều Tiên và Trung Quốc.
Ở Hàn Quốc, rễ hoa chuông được sử dụng làm nguyên liệu cho các món kim chi, rau và bibimbap. Có rất nhiều cửa hàng bán nước sốt hoa chuông. Rễ cũng được sử dụng để làm món tráng miệng, chẳng hạn như doraji-jeonggwa. Nước Xi-rô làm từ rễ được gọi là doraji-cheong (mật ong rễ hoa chuông) để làm doraji-cha (trà rễ hoa chuông). Ngoài ra còn dùng với rượu infuse gọi là doraji-sul, thông thường sử dụng soju chưng cất hoặc rượu mạnh không có hương vị khác có ABV cao hơn 30% làm cơ sở.

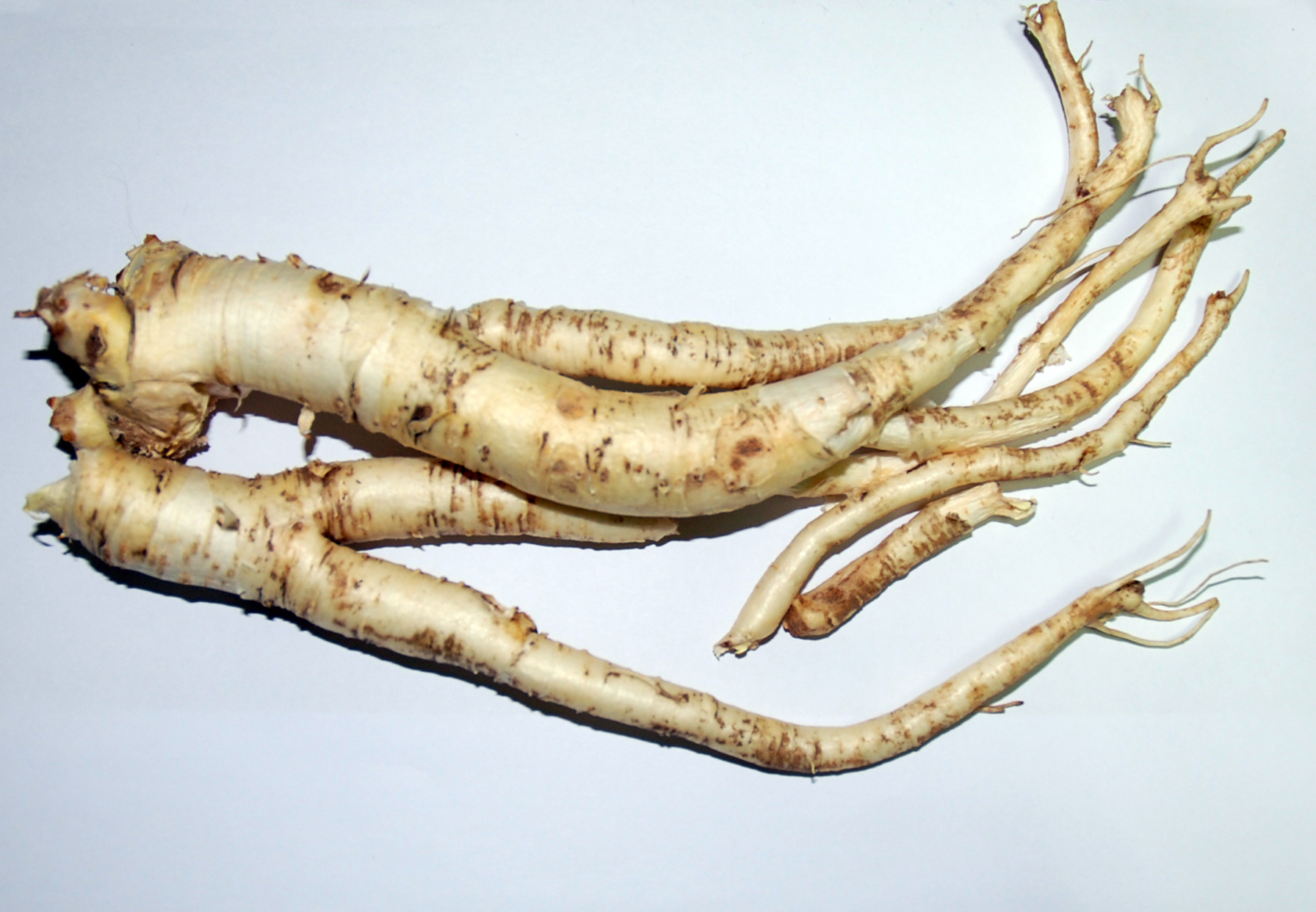
Doraji (rễ hoa chuông)
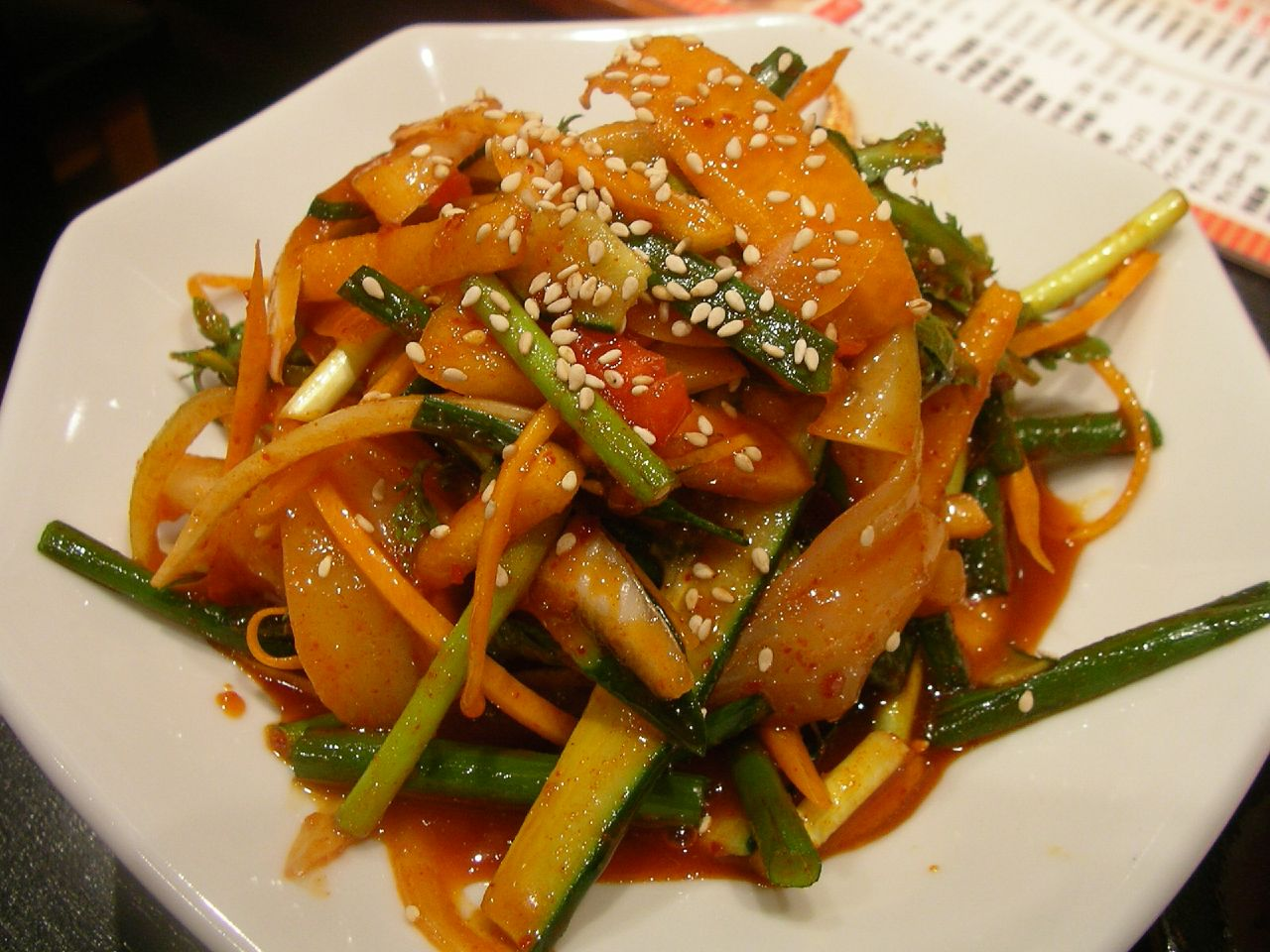
Doraji-muchim (rễ hoa chuông tẩm gia vị)
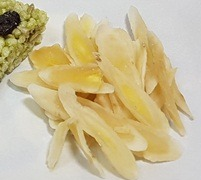
Doraji-jeonggwa (kẹo rễ hoa chuông)
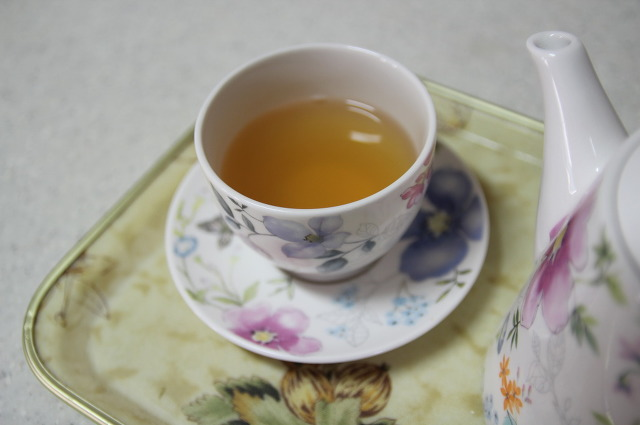
Doraji-cha (trà rễ hoa chuông)

### Thuốc
Rễ cây có thể ăn được, trong y học Trung Quốc, hoa chuông còn được gọi là Gilkyung (桔梗根) và được sử dụng làm thuốc chữa đau thần kinh và viêm amidan. Rễ cây có chứa saponin và được sử dụng làm thuốc thảo dược. Rễ cây chứa calci, chất xơ, sắt, khoáng chất, protein và vitamin, nó có bộ rễ dày, bên trong rắn, và hương vị mạnh.
Ngoài ra, còn được dùng là thuốc tiêu đờm (거담제; Geodam), thuốc ho (진해제; Jinhae), thuốc giảm đau, làm dịu, hạ sốt, chống viêm, có tác dụng giảm cholesterol và cũng hiệu quả trong các bệnh mạch máu và tăng huyết áp. Hoa chuông dùng cho cảm lạnh rất tốt, có thể dùng cho các bệnh hô hấp, cũng như hen suyễn, vì vậy nó tốt cho trẻ em hoặc người già có khả năng miễn dịch yếu và những người căng thẳng thường xuyên.
Nó cũng được sử dụng làm một loại thuốc thảo dược như Dorajitang, Sib-mi-pae-dok-tang (십미패독탕, 十味敗毒湯), Bang-pung-tong-seong-san (방풍통성산, 風通聖散), Baeng-nong-san (배농산, 排膿散).